# Faxonella clypeata
Faxonella clypeata är en kräftdjursart som först beskrevs av Hay 1899.  Faxonella clypeata ingår i släktet Faxonella och familjen Cambaridae. IUCN kategoriserar arten globalt som livskraftig. Inga underarter finns listade i Catalogue of Life.